# Сальвадоро-гондурасско-гватемальская война
Сальвадоро-гондурасско-гватемальская война или Третья центральноамериканская война — война в 1906 году между Гватемалой с одной стороны и Сальвадором и Гондурасом с другой.

## Причины
Вмешательство во внутреннюю политику соседних государств вызывало несколько войн между центральноамериканскими республиками; диктаторские президенты пяти республик часто замышляли свергнуть своих коллег из соседних государств. 
Переизбрание президента Гватемалы Мануэля Эстрады Кабреры на срок 1905–1911 годов вызвало существенное недовольство; его противники-либералы утверждали, что он стремился к диктатуре, подавляя политическую оппозицию и разжигая войну. При поддержке правительства Сальвадора генерал Мануэль Барильяс, бывший президент Гватемалы, организовал хорошо вооруженную гватемальскую революционную армию, в которую входило даже около 200 авантюристов, завербованных из Сан-Франциско (Калифорния, США), для свержения Кабреры.

## Ход войны
Вторжение в Гватемалу началось 23 мая 1906. Гватемальские революционные силы под руководством Барильяса нанесли удар из Мексики, Британского Гондураса (ныне Белиз) и Сальвадора. Утром 27 мая повстанческие отряды численностью 500 человек атаковали порты Окос и Аютла на тихоокеанском побережье Гватемалы недалеко от мексиканской границы. Однако попытки занять эти места не увенчались успехом, и эмигранты бежали в Мексику. В начале июня повстанцы напали на города Гуакамайя и Асунсьон-Мита, но были отбиты правительственными войсками. В середине месяца революционеры вновь попытались взять Аютлу, но потерпели неудачу. Когда повстанцы бежали в сторону Мексики, гватемальская армия преследовала их и открыла огонь по мексиканским гражданам, находившимся на мексиканском берегу реки Сучьяте. С другой стороны, на восточной границе Гватемалы генерал Сальвадор Толедо добился более приличных успехов, чем Барильяс и Леон Кастильо. В конце мая с 500 повстанцев он пересек границу, и 2 июня ему удалось взять Асунсьон-Миту и закрепиться на холме Могой. Из-за отсутствия поддержки со стороны сальвадорцев, он потерпел поражение и 10 июня отошёл на территорию Сальвадора. Всеобщего восстания, которого ожидало руководство повстанцев, не произошло. Кабрера устоял и обвинил правительство своего соседа в использовании вооруженных сил.
Томас Регаладо, начальник генерального штаба армии Сальвадора и фактический руководитель страны, был недоволен результатом неудавшегося вторжения. 9 июля его войска вторглись в Гватемалу и легко достигли Атескатемпы и Хереса, в то время как гватемальские солдаты укрылись в Юпилтепеке. 11 июля Регаладо был случайно убит, и гватемальцы перешли в контрнаступление. Сальвадорцы отразили атаку Гватемалы на Метапан. 15 июля сальвадорская армия отбила атаку гватемальцев на Платанар, в результате чего (по сальвадорским источникам) погибло около 2000 человек.
Подозрение, что правительство Гондураса также поддержало восстание, заставило Кабреру приказать своей пополненной мобилизованными армии атаковать гондурасский город Санта-Фе. Президент Мануэль Бонилья опубликовал манифест к нации, в котором 14 июля официально объявил войну Гватемале и создании военного союза с Сальвадором. Бои между войсками Гондураса и Гватемалы продолжались несколько дней, и гондурасские силы отразили гватемальское вторжение.

## Результаты

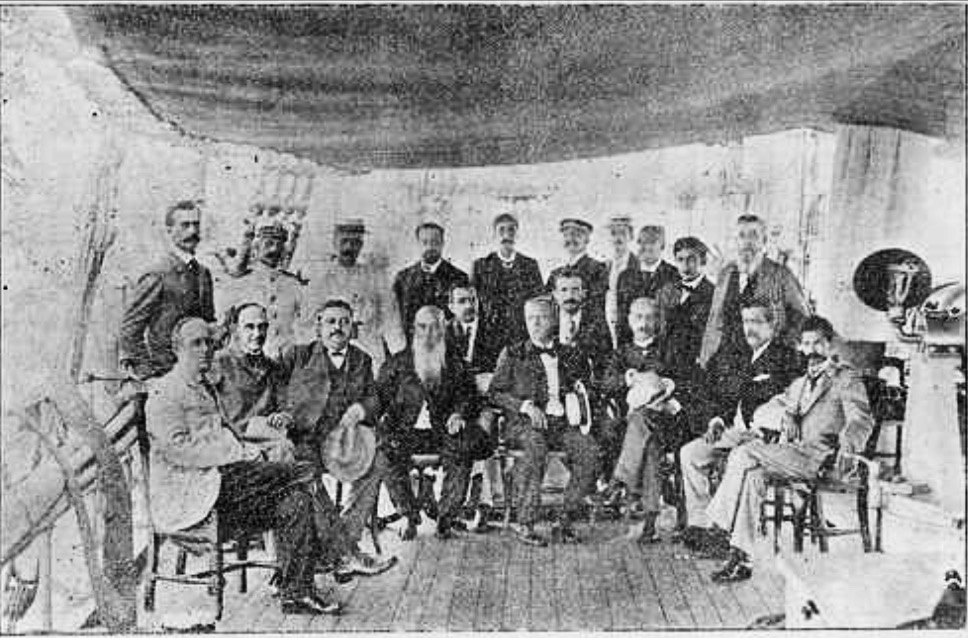
Подписание Марблхедского договора, положившего конец Третьей войне, 28 июля 1906 г.

Совместное вмешательство президента США Теодора Рузвельта и президента Мексики Порфирио Диаса привело к перемирию 19 июля, а на следующий день, 20 июля 1906 года, между Сальвадором, Гватемалой и Гондурасом (представителями Коста-Рики и Никарагуа также присутствовали на переговорах), на борту американского крейсера Марблхед было подписано соглашение о прекращении войны. 28 сентября положение статус-кво было закреплено в мирном договоре, подписанном представителями воюющих государств Сальвадора, Гватемалы и Гондураса, а также Коста-Рики. Сначала Никарагуа отказалась участвовать, затем правительство согласилось участвовать, но в конце концов отказалось от поддержки, потому что, как утверждало Никарагуа, оно не было одной из воюющих сторон.